# 안화중학교
안화중학교는 대한민국 경기도 화성시 병점동에 있는 공립 중학교이다.

## 학교 연혁
- 2004년 1월 5일 : 안화중학교 설립인가(30학급)
- 2004년 8월 31일 : 안화중학교 1차 건물 완공
- 2004년 9월 1일 : 3학급 편성 개교
- 2004년 9월 1일 : 초대 간장균 교장 취임
- 2005년 2월 15일 : 제1회 졸업(12명)
- 2021년 3월 1일 : 제6대 서영란 교장 취임
- 2024년 1월 18일 : 제20회 졸업(387명, 누계 7,245명)
- 2024년 3월 4일 : 신입생 입학(12학급 395명)

## 참고 자료
- 안화중학교 - 한국교육학술정보원 학교알리미